# Ядлівчак сангезький
Ядлівчак сангезький (Coracornis sanghirensis) — вид горобцеподібних птахів родини свистунових (Pachycephalidae).

## Поширення
Ендемік індонезійських островів Сангіхе. Трапляється лише на схилах двох гір — Сахендаруман і Сахенгбаліра, на острові Бесар. Тривалий час був відомий лише з єдиного музейного зразка, зібраного наприкінці 19 століття. Повторно вид відкрито у 1995 році. Чисельність популяції, ймовірно, є надзвичайно низькою (можливо, менше 100 птахів), враховуючи крихітну територію, що населяє вид. Первісний ліс був майже повністю перетворений на сільськогосподарські угіддя. Найбільший фрагмент лісу, в якому спостерігався вид, охоплює площу від 225 до 340 га і також знаходиться під загрозою змін у сільському господарстві.

## Опис
Дрібний птах, завдовжки від 17 до 19 см і вагою 36 г. Зовні статі однакові. Верх оливково-сірий. Голова трохи темніше верхівки. Вуха темно-коричневі зі світло-рудими прожилками. Махові пера коричневі з темно-коричневими внутрішніми лопатями. Невеликі верхні надкрилки коричневі. Хвіст коричневий, внутрішні частки хвостового пера темно-бурі. Нижня сторона світло-сіра з легким рудуватим відтінком. Черево зеленувато-жовте. Боки і підхвістя темніші. Райдужка темно-сіра. Верхній дзьоб темно-сірого рогового кольору, нижній дзьоб світлого рогового кольору.